# Pinumius desertus
Pinumius desertus är en insektsart som beskrevs av Dlabola 1965. Pinumius desertus ingår i släktet Pinumius och familjen dvärgstritar. Inga underarter finns listade i Catalogue of Life.